# 可觀察量

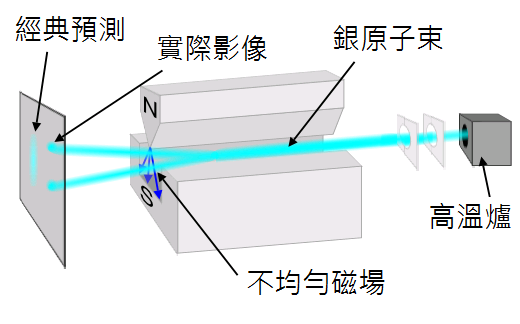
斯特恩-革拉赫實驗儀器，可以將入射的銀原子束，分裂成兩道銀原子束，一道銀原子束的為上旋，另一道銀原子束的為下旋。在這裏，是可觀察量。

在物理學裏，特別是在量子力學裏，處於某種狀態的物理系統，它所具有的一些性質，可以經過一序列的物理運作過程而得知。這些可以得知的性質，稱為可觀察量（observable）。例如，物理運作可能涉及到施加電磁場於物理系統，然後使用實驗儀器測量某物理量的數值。在經典力學的系統裏，任何可以用實驗測量獲得的可觀察量，都可以用定義於物理系統狀態的實函數來表示。在量子力學裏，物理系統的狀態稱為量子態，其與可觀察量的關係更加微妙，必須使用線性代數來解釋。根據量子力學的數學表述，量子態可以用存在於希爾伯特空間的態向量來代表，量子態的可觀察量可以用厄米算符來代表。

## 數學表述

### 本徵態
假設，物理量{\displaystyle O}是某量子系統的可觀察量，其對應的量子算符{\displaystyle {\hat {O}}}，可能有很多不同的本徵值{\displaystyle O_{i}}與對應的本徵態{\displaystyle |e_{i}\rangle }，這些本徵態{\displaystyle |e_{i}\rangle ,\quad i=1,\ 2,\ 3,\ \cdots ,n}，形成了具有正交歸一性的基底：:96-99
{\displaystyle \langle e_{i}|e_{j}\rangle =\delta _{ij}}；
其中，{\displaystyle \delta _{ij}}是克羅內克函數。
任何描述這量子系統的量子態{\displaystyle |\psi \rangle }，都可以用這基底的本徵態表示為
{\displaystyle |\psi \rangle =\sum _{i}\ c_{i}|e_{i}\rangle }；
其中，{\displaystyle c_{i}=\langle e_{i}|\psi \rangle }是複係數，是在量子態{\displaystyle |e_{i}\rangle }裏找到量子態{\displaystyle |\psi \rangle }的機率幅。:50
假設，量子態{\displaystyle |\psi \rangle }等於這些本徵態之中的一個本徵態{\displaystyle |e_{k}\rangle }，則對於這量子系統，測量可觀察量{\displaystyle O}，得到的結果必定等與本徵值{\displaystyle O_{k}}，機率為1，量子態{\displaystyle |\psi \rangle }是「確定態」。

### 統計詮釋
根據統計詮釋，對應於可觀察量的量子算符可能有很多本徵值，測量結果只能是其中一個本徵值，而且，每一個本徵值出現的機會呈機率性。測量這個動作會將量子系統的量子態改變為對應於本徵值的本徵態，並且，在之後短暫片刻內，量子系統的量子態仍舊是這本徵態。:106-109
假設，某量子系統的量子態為
{\displaystyle |\psi \rangle =\sum _{i}\ c_{i}|e_{i}\rangle }。
測量這個動作會將量子系統的量子態改變為算符{\displaystyle {\hat {O}}}的一個本徵態。假設量子態改變為本徵態{\displaystyle |e_{i}\rangle }，則改變為這本徵態的機率為{\displaystyle p_{i}=|c_{i}|^{2}}，測量結果是本徵值{\displaystyle O_{i}}，得到這本徵值的機率也為{\displaystyle p_{i}}。在測量之後短暫片刻內，量子系統的量子態仍舊是本徵態{\displaystyle |e_{i}\rangle }。
將算符{\displaystyle {\hat {O}}}作用於量子態{\displaystyle |\psi \rangle }，會形成新量子態{\displaystyle |\phi \rangle }：
{\displaystyle |\phi \rangle ={\hat {O}}|\psi \rangle =\sum _{i}\ c_{i}{\hat {O}}|e_{i}\rangle =\sum _{i}\ c_{i}O_{i}|e_{i}\rangle }。
從左邊乘以量子態{\displaystyle \langle \psi |}，經過一番運算，可以得到
{\displaystyle \langle \psi |\phi \rangle =\langle \psi |{\hat {O}}|\psi \rangle =\sum _{i}\ c_{i}O_{i}\langle \psi |e_{i}\rangle =\sum _{i}\ |c_{i}|^{2}O_{i}=\sum _{i}\ p_{i}O_{i}}。
所以，每一個本徵值與其機率的乘積，所有乘積的代數和就是可觀察量{\displaystyle O}的期望值：
{\displaystyle \langle O\rangle \ {\stackrel {def}{=}}\ \langle \psi |{\hat {O}}|\psi \rangle =\sum _{i}\ p_{i}O_{i}}。

### 厄米算符
每一種經過測量而得到的物理量都是實數，因此，可觀察量{\displaystyle O}的期望值是實數： 
{\displaystyle \langle O\rangle =\langle O\rangle ^{*}}。
對於任意量子態{\displaystyle |\psi \rangle }，這關係都成立：
{\displaystyle \langle \psi |{\hat {O}}|\psi \rangle =\langle \psi |{\hat {O}}|\psi \rangle ^{*}}。
根據伴隨算符的定義，假設{\displaystyle {\hat {O}}^{\dagger }}是{\displaystyle {\hat {O}}}的伴隨算符，則{\displaystyle \langle \psi |{\hat {O}}|\psi \rangle ^{*}=\langle \psi |{\hat {O}}^{\dagger }|\psi \rangle }。因此，
{\displaystyle {\hat {O}}={\hat {O}}^{\dagger }}。
這正是厄米算符的定義。所以，表現可觀察量的算符，都是厄米算符。:96-99

## 不相容可觀察量
假若兩種可觀察量的對易算符不等於0，則稱這兩種可觀察量為「不相容可觀察量」：:110-112
{\displaystyle [{\hat {A}},{\hat {B}}]\neq 0}；
其中，{\displaystyle {\hat {A}}}、{\displaystyle {\hat {B}}}分別是可觀察量{\displaystyle A}、{\displaystyle B}的算符。
這兩種算符{\displaystyle {\hat {A}}}與{\displaystyle {\hat {B}}}絕對不會有共同的基底。一般而言，{\displaystyle {\hat {A}}}的本徵態與{\displaystyle {\hat {B}}}的本徵態不同假設量子系統的量子態為{\displaystyle |\psi \rangle }。對於算符{\displaystyle {\hat {A}}}，所有本徵值為{\displaystyle a_{i}}的本徵態{\displaystyle |\alpha _{i}\rangle ,\quad i=1,\ 2,\ 3,\ \cdots ,n}，形成一個基底。量子態{\displaystyle |\psi \rangle }可以表示為這組基底本徵態的線性組合：
{\displaystyle |\psi \rangle =\sum _{i}\ c_{i}|\alpha _{i}\rangle }；
其中，{\displaystyle c_{i}=\langle \alpha _{i}|\psi \rangle }是複係數，是在量子態{\displaystyle |\alpha _{i}\rangle }裏找到量子態{\displaystyle |\psi \rangle }的機率幅。:50
對於算符{\displaystyle {\hat {B}}}，所有本徵值為{\displaystyle b_{i}}的本徵態{\displaystyle |\beta _{i}\rangle ,\quad i=1,\ 2,\ 3,\ \cdots ,n}，形成了另外一個基底。量子態{\displaystyle |\psi \rangle }可以表示為這組基底本徵態的線性組合：
{\displaystyle |\psi \rangle =\sum _{i}\ d_{i}|\beta _{i}\rangle }；
其中，{\displaystyle d_{i}=\langle \beta _{i}|\psi \rangle }是複係數，是在量子態{\displaystyle |\beta _{i}\rangle }裏找到量子態{\displaystyle |\psi \rangle }的機率幅。:50
對於量子系統的可觀察量{\displaystyle A}做測量，可能得到的結果是各種本徵態{\displaystyle |\alpha _{i}\rangle }的本徵值{\displaystyle a_{i}}，獲得這些不同結果的機會具有機率性，可以表達為機率分佈，結果為{\displaystyle a_{i}}的機率是{\displaystyle |c_{i}|^{2}}。
假設測量的結果是本徵值{\displaystyle a_{j}}，則可以推斷，在測量之後短暫片刻內，量子態是本徵態{\displaystyle |\alpha _{j}\rangle }。假若立刻再測量可觀察量{\displaystyle A}，由於量子態仍舊是本徵態{\displaystyle |\alpha _{j}\rangle }，所得到的測量值是本徵值{\displaystyle a_{i}}機率為1。假若立刻再對本徵態{\displaystyle |\alpha _{j}\rangle }測量可觀察量{\displaystyle B}，則會得到統計性的答案。假設測量的結果是本徵值{\displaystyle b_{k}}，則可以推斷，在測量之後短暫片刻內，量子態是本徵態{\displaystyle |\beta _{k}\rangle }。
根據不確定性原理，
{\displaystyle \Delta A\ \Delta B\geq \left|{\frac {\langle [{\hat {A}},{\hat {B}}]\rangle }{2i}}\right|}。
設定{\displaystyle \chi =\left|{\frac {\langle [{\hat {A}},{\hat {B}}]\rangle }{2i}}\right|}。假設，{\displaystyle A}與{\displaystyle B}是兩個不相容可觀察量，則{\displaystyle \chi >0}。而{\displaystyle A}的不確定性與{\displaystyle B}的不確定性的乘積{\displaystyle \Delta A\ \Delta B}，必定大於或等於{\displaystyle \chi }。

## 實例
為了具體計算位置與動量的期望值，可以將量子態表現於位置空間，以位置空間的波函數來表示，使用對應的代數算符。

### 位置與動量
位置{\displaystyle x}，動量{\displaystyle p}都是可觀察量，它們的算符都是厄米算符：
{\displaystyle \langle x\rangle =\int _{-\infty }^{\infty }\ \psi ^{*}x\psi \ dx=\int _{-\infty }^{\infty }\ (x\psi )^{*}\psi \ dx=\langle x\rangle ^{*}}，
{\displaystyle \langle p\rangle =\int _{-\infty }^{\infty }\ \psi ^{*}\left({\frac {\hbar }{i}}{\frac {\partial }{\partial x}}\psi \right)\ dx=\int _{-\infty }^{\infty }\ \left({\frac {\hbar }{i}}{\frac {\partial }{\partial x}}\psi \right)^{*}\psi \ dx=\langle p\rangle ^{*}}。

### 角動量
在三維空間裏，角動量算符的x-分量{\displaystyle {\hat {L}}_{x}}是厄米算符。因為
{\displaystyle \langle L_{x}\rangle ^{*}=\langle yp_{z}-zp_{y}\rangle ^{*}=\langle yp_{z}-zp_{y}\rangle =\langle L_{x}\rangle }；
其中，{\displaystyle y}與{\displaystyle z}分別是位置的y-分量與z-分量，{\displaystyle p_{y}}與{\displaystyle p_{z}}分別是動量的y-分量與z-分量。
類似地，角動量算符的y-分量{\displaystyle {\hat {L}}_{y}}也是厄米算符。

## 參閱
- 位置算符
- 動量算符
- 角動量算符
- 哈密頓算符